# Геронимівська сільська рада
Герони́мівська сільська́ ра́да — адміністративно-територіальна одиниця та орган місцевого самоврядування в Черкаському районі Черкаської області. Адміністративний центр — село Геронимівка.

## Загальні відомості
- Населення ради: 2 988 осіб (станом на 2001 рік)

## Населені пункти
Сільській раді підпорядковані населені пункти:
- с. Геронимівка

## Пам'ятки
На території сільської ради розташована ботанічна пам'ятка природи Артанія площею 15 га.

## Склад ради
Рада складається з 20 депутатів та голови.
- Голова ради: Харченко Василь Олександрович
- Секретар ради: Василенко Вікторія Володимирівна

### Керівний склад попередніх скликань
| Прізвище, ім'я, по батькові   | Основні відомості                                                         | Дата обрання | Дата звільнення |
| ----------------------------- | ------------------------------------------------------------------------- | ------------ | --------------- |
| Босенко Віталій Михайлович    | Сільський голова, 1977 року народження, безпартійний                      | 26.03.2006   | 31.10.2010      |
| Рибак Олег Дмитрович          | Сільський голова, 1953 року народження, освіта вища, член Партії регіонів | 31.10.2010   | 01.01.2014      |
| Харченко Василь Олександрович | Сільський голова, 1960 року народження, безпартійний                      | 25.05.2014   |                 |

Примітка: таблиця складена за даними сайту Верховної Ради України

### Депутати
За результатами місцевих виборів 2010 року депутатами ради стали:

#### За суб'єктами висування
| Суб'єкт висування | Кількість обраних депутатів | %  |
| ----------------- | --------------------------- | -- |
| Самовисування     | 16                          | 80 |
| Партія регіонів   | 4                           | 20 |

#### За округами
| № округу        | Прізвище, ім'я, по батькові      | Дата визнання обраним | Освіта             | Партійна приналежність                        | Відомості про обраного депутата                                                      |
| --------------- | -------------------------------- | --------------------- | ------------------ | --------------------------------------------- | ------------------------------------------------------------------------------------ |
| Партія регіонів |                                  |                       |                    |                                               |                                                                                      |
| 1               | Сімонов Володимир Віталійович    | 03.11.2010            | середня            | член Партії регіонів                          | приватний підприємець                                                                |
| 4               | Деркач Микола Іванович           | 03.11.2010            | середня            | член Партії регіонів                          | Таксі, водій                                                                         |
| 18              | Шебаліна Анна Олександрівна      | 03.11.2010            | вища               | член Партії регіонів                          | Черкаська філія ТОВ «Леннокс Ентерпрайсиз», директор                                 |
| 20              | Шпак Надія Антонівна             | 03.11.2010            | вища               | член Партії регіонів                          | Геронимівська загальноосвітня школа І-ІІІ ст., вчитель початкових класів             |
| Самовисування   |                                  |                       |                    |                                               |                                                                                      |
| 2               | Босенко Михайло Григорович       | 03.11.2010            | середня            | позапартійний                                 | Прокуратура Черкаської області, робітник по обслуговуванню                           |
| 3               | Марченко Віра Петрівна           | 03.11.2010            | середня            | позапартійна                                  | ПП «Бойком-н Ірина», продавець                                                       |
| 5               | Єлісєєва Тетяна Йосипівна        | 03.11.2010            | середня            | член Народної партії                          | Геронимівська сільська рада, секретар                                                |
| 6               | Чепчур Євгеній Васильович        | 03.11.2010            | середня спеціальна | член Всеукраїнського об'єднання «Батьківщина» | приватний підприємець                                                                |
| 7               | Чиж Петро Федорович              | 03.11.2010            | вища               | позапартійний                                 | Черкаський художньо-технічний коледж, концертмейстер                                 |
| 8               | Бас Валерій Петрович             | 03.11.2010            | вища               | позапартійний                                 | КП «Аеропорт Черкаси», начальник транспортної служби                                 |
| 9               | Буряк Тетяна Григорівна          | 03.11.2010            | середня спеціальна | позапартійна                                  | Геронимівська амбулаторія сімейної медицини, акушерка                                |
| 10              | Василенко Вікторія Володимирівна | 03.11.2010            | вища               | позапартійна                                  | Геронимівська сільська рада, діловод                                                 |
| 11              | Буряк Володимир Григорович       | 03.11.2010            | середня            | позапартійний                                 | ТОВ «Джерман ТЕКНІКАП Сервіс», сервісний механік                                     |
| 12              | Любіченко Людмила Вікторівна     | 03.11.2010            | середня спеціальна | позапартійна                                  | Геронимівська амбулаторія сімейної медицини, фельдшер                                |
| 13              | Черненко Оксана Миколаївна       | 03.11.2010            | середня спеціальна | член Партії регіонів                          | УДППЗ «Укрпошта», оператор-бухгалтер                                                 |
| 14              | Мотруніч Людмила Миколаївна      | 03.11.2010            | вища               | позапартійна                                  | Геронимівська амбулаторія сімейної медицини, лікар-терапевт                          |
| 15              | Предвічна Тетяна Петрівна        | 03.11.2010            | вища               | позапартійна                                  | Геронимівська загальноосвітня школа І-ІІІ ст., вчитель російської мови та літератури |
| 16              | Масик Наталія Миколаївна         | 03.11.2010            | середня спеціальна | позапартійна                                  | ВАТ «Україна», завідувачка центрального складу                                       |
| 17              | Мамиш Василь Якович              | 14.11.2010            | середня спеціальна | позапартійний                                 | ЗАТ НВЦ «Черкасибіозахист», заступник голови                                         |
| 19              | Коберник Богдан Володимирович    | 03.11.2010            | вища               | позапартійний                                 | ТОВ «Медком МП Україна», керівник відділу регіональної дистрибуції                   |